# Nouvelle Vague (banda)
Nouvelle Vague (Nueva ola) es un colectivo francés de músicos creado por los arreglistas Marc Collin y Olivier Libaux. Su nombre hace referencia al apelativo (Nouvelle Vague) dado a una serie de cineastas franceses de finales de la década de 1950.
Sus canciones son versiones de antiguos éxitos de los géneros new wave y punk, completando su estilo con ritmos y arreglos de bossa nova.
Actuales y antiguos miembros de esta banda incluyen muchos artistas los cuales son reconocidos por su trabajo propio, y son considerados integrantes de los que se ha dado a llamar la "Renouveau de la chanson française" (Renovación de la canción francesa). Entre estos artistas se pueden encontrar Anaïs Croze, Camille Dalmais, Phoebe Killdeer, Mélanie Pain, Nadeah Miranda y Marina Céleste. Desde 2010, María Reyes, actriz y modelo española, colabora como solista en el grupo tanto en grabaciones de estudio como en directos.

## Nouvelle Vague
En su primer álbum llamado Nouvelle Vague, lanzado en 2004, el grupo resucita clásicos de la era new wave, y los reinterpreta con un estilo de picante bossa nova agregando arreglos acústicos. En esta producción estuvieron involucrados, además de seis cantantes franceses, un brasileño y un neoyorquino. Los temas originales elegidos en este disco para ser versionados incluyen canciones de Joy Division, Dead Kennedys, The Clash, The Cure y Depeche Mode. Para asegurar una calidad única, las distintas cantantes femeninas de este álbum solo interpretaron canciones con las cuales no habían tenido ningún contacto previo. En el año 2005, su versión del tema "I Melt with You" de la banda Modern English fue utilizado en la banda de sonido de la comedia de humor negro Sr. y Sra. Smith, y apareció en un comercial en el canal GMC Acadia. En el año 2007, el cóver "Too Drunk to Fuck" de The Dead Kennedys fue utilizado en la película Grindhouse.

## Bande à Part
Su segundo álbum, Bande à Part lanzado el 12 de junio de 2006, incluye versiones de "Ever Fallen in Love (With Someone You Shouldn't've)" de Buzzcocks, "Blue Monday" de New Order, "The Killing Moon" de Echo and the Bunnymen y "Heart of Glass" de Blondie.
Muchas de las canciones de esta banda, incluyendo a "In a Manner of Speaking", "Just Can't Get Enough", y "Teenage Kicks" han sido usadas en el drama Sugar Rush. Estas mismas canciones han sido usadas en distintos cortes publicitarios en Gran Bretaña.

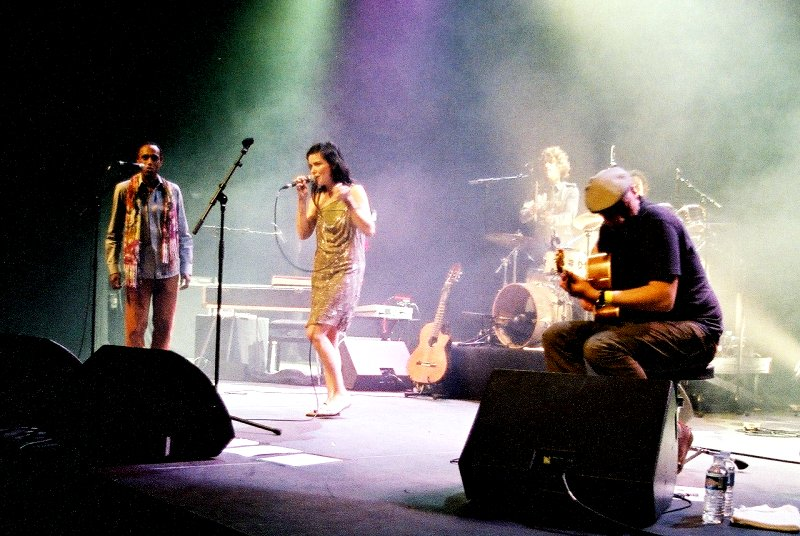
Nouvelle Vague en concierto

El canal de cable TCM de los Estados Unidos, empezó en el año 2007, a usar el cóver Dance With Me de la banda punk The Lords of the New Church en una publicidad que mostraba segmentos de bailes de distintas películas famosas.
La versión de "Ever Fallen in Love (With Someone You Shouldn't've)" (original de Buzzcocks) aparece en el capítulo 6x06 de Skins (minuto 6:26).

## Discografía
- 2004, Nouvelle Vague (Peacefrog)
- 2006, Bande à Part (Peacefrog)
- 2007, Late Night Tales: Nouvelle Vague (Azuli)
- 2009, Nouvelle Vague 3
- 2010, Couleurs sur Paris
- 2016, I Could Be Happy
- 2019, Rarities
- 2019, Curiosities
- 2024, Should I Stay or Should I Go